# Rich Kids on LSD

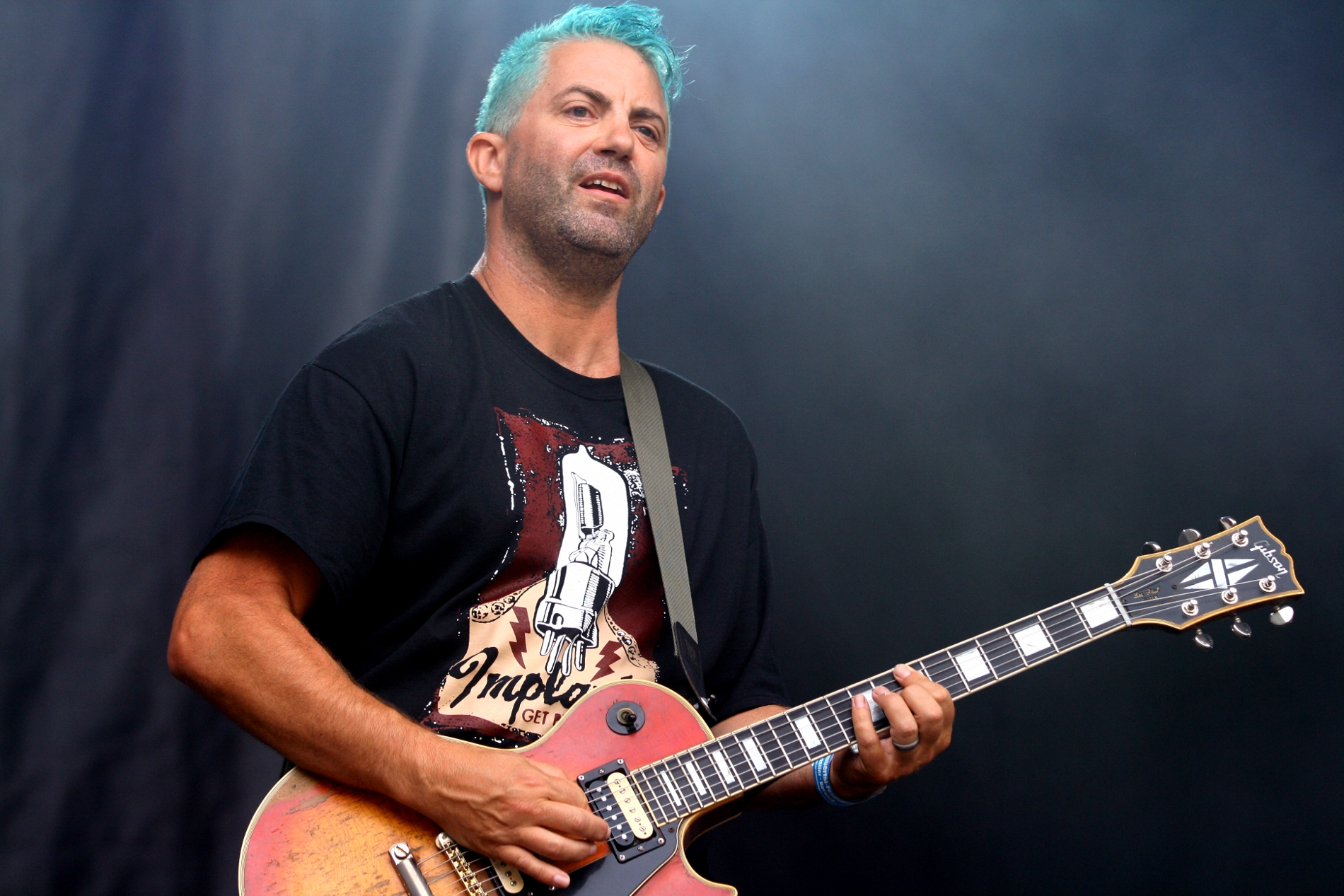
Chris Rest au festival Taubertal Lagwagon (2009)

Rich Kids on LSD est un groupe de punk hardcore californien fondé à Montecito (près de Santa Barbara) en 1982 et inactif depuis 2006.

## Membres
- Jason Sears — chant (1982-1989, 1993-1996, 2002–2006)
- Richard "Bomer" Manzullo – batterie (1982-1989), basse (1986-1987, 2002), chant (1992-1993)
- Chris Rest – guitare (1982-1989, 1992-1996, 2002–2006)
- Vince Peppars – basse (1982-1985)
- Alan Duncan — guitare (1982-1983)
- Barry Ward – guitare (1985-1989, 1992-1996)
- Joe Raposo– basse (1987-1989, 1992-1996, 2003–2006)
- Dave Raun – batterie (1992-1996)
- Chris Flippin – guitare (2002-2006)
- Derrick Plourde – batterie (2002)
- Boz Rivera – batterie (2003-2006)

## Discographie partielle
- It's a Beautiful Feeling, EP (Mystic Records, 1984)
- Keep Laughing, album (Mystic Records, 1985)
- Rock 'n Roll Nightmare album (Alchemy Records, 1987)
- Double Live in Berlin album live (Destiny Records, 1989 ; enregistré lors d'une tournée en Allemagne en 1988)
- Revenge is a Beautiful Feeling, album (Destiny Records, 1989)
- Reactivate album (Epitaph Records, 1993)
- Riches to Rags album (Epitaph Records, 1994)
- Revenge is a Beautiful Feeling, album (1999)

## Vidéographie
- Still Flailing After All These Beers, Epitaph, VHS (1997)
- Still Flailing After All These Beers: The DVD Director's Cut, Malt Soda Recordings, DVD (2002)